# Суперкубок Кувейту з футболу 2008
Суперкубок Кувейту з футболу 2008  — 1-й розіграш турніру. Матч відбувся 21 вересня 2008 року між чемпіоном Кувейту клубом Аль-Кувейт і володарем кубка Еміра Кувейту клубом Аль-Арабі.
| Володар Суперкубка Кувейту 2008 |
| ------------------------------- |
|                                 |
| Аль-Арабі Перший титул          |

## Матч

### Деталі
| 21 вересня 2008 21:30 (EEST) |

| Аль-Кувейт | 0:1 дч   | Аль-Арабі         |
| ---------- | -------- | ----------------- |
|            | Протокол | Халаф 108' (пен.) |

| Сабах Аль-Салем, Ель-Кувейт |